# Le Molard, Riviera-Pays-d'Enhaut
Le Molard är en bergstopp i Schweiz. Den ligger i distriktet Riviera-Pays-d'Enhaut och kantonen Vaud, i den sydvästra delen av landet, 60 km sydväst om huvudstaden Bern. Toppen på Le Molard är 1 751 meter över havet.